# Senat
 Ovo je glavno značenje pojma Senat. Za druga značenja pogledajte Senat (razdvojba).
Senat je naziv za skupštinu, često za gornji dom ili komoru legislature ili parlamenta. Tijekom povijesti postojala su mnoga takva tijela jer senat znači vijeće starih i mudrih članova društva i vladajuće klase. Prva dva službena senata bili su spartanska Gerousia (Γερουσία) i Rimski senat.

## Pregled
Moderna riječ senat potječe iz latinske riječi senātus (senat), koja je nastala prema senex, "starac". Članovi ili legislatori senata zovu se senatori. Latinska riječ senator usvojena je u hrvatskom bez promjene u pravopisu. Njezino značenje potječe iz vrlo drevne forme jednostavne društvene organizacije u kojoj je moć donošenja odluka rezervirana za najstarije članove. Iz istog razloga riječ senat ispravno se koristi u označavanju bilo kojeg moćnog autoriteta karakteristično sastavljenog od najstarijih članova zajednice, kao što se fakultetsko tijelo u nekoj visokoškolskoj instituciji često naziva senatom. Originalan senat bio je Rimski senat koji je postojao sve do 580. (razni pokušaji za njegovim oživljavanjem napravljeni su u srednjovjekovnom Rimu). U Istočnom Rimskom Carstvu Bizantski senat nastavio je djelovati do Četvrtog križarskog rata.
Moderne demokratske države s bikameralnim parlamentarnim sustavima ponekad imaju senat koji se često razlikuje od redovitog paralelnog donjeg doma poznatog pod različitim nazivima ovisno o izbornim pravilima kao "zastupnički dom", "komunalni dom", "komora deputata", "nacionalna skupština", "legislativna skupština" ili "dom skupštine". Senat može uključivati minimalnu dobu potrebnu za glasače i kandidate, proporcionalni ili većinski ili pluralitetni sustav, te izbornu bazu ili kolegij. Tipično se senat označava kao gornji dom i ima manje članova od donjeg doma. U nekim federalnim državama također postoji senat na subnacionalnoj razini. U Sjedinjenim Državama sve države osim Nebraske imaju državni senat. U Australiji sve države osim Queenslanda imaju gornji dom poznat kao legislativno vijeće. Nekoliko kanadskih provincija također su nekoć imale legislativna vijeća, ali danas su sva ukinuta, a posljednje je bilo Legislativno vijeće Quebeca 1968. godine.
Članstvo u senatu može se odrediti kroz izbore ili imenovanja. Primjerice, izbori se održavaju svake tri godine za polovicu članstva Australskog senata, a mandat senatora traje šest godina. Nasuprot tome članove Kanadskog senata imenuje generalni guverener na prijedlog premijera Kanade, te ostaju u službi dok ne daju ostavku, budu smijenjeni ili umirovljeni u mandatornoj dobi od 75 godina. U većim zemljama senat često služi kao ravnotežni efekt pružajući veći udio vlasti regijama ili grupama koje bi inače bile nadglasane u striktno popularnoj raspodjeli.

## Ostala značenja
Termini senat i senator ipak ne moraju nužno označavati sekundarnu komoru legislature:
- U Finskoj sve do 1919. godine Senat je bio izvršna grana Vrhovnog suda.
- U njemačkoj politici: u Bundesländeru Berlina, Bremena i Hamburga senat je izvršna grana a senatori su nosioci ministarskih portfelja. U mnogim gradovima kao što su Greifswald, Lübeck, Rostock, Stralsund ili Wismar gradska uprava se također naziva senat. Ipak u Bavarskoj je Senat bio sekundarna legislativna komora sve do njegova ukidanja 1999. godine.
- U njemačkom pravosuđu: termin senat na visokim prizivnim sudovima označava "klupu" u svom širem metonimijskom značenju, opisujući kolektivno članove sudstva (obično pet sudaca), često zaokupljenih s partikularnim predmetnim pravosuđem. Suci se ipak ne nazivaju "senatori". Njemački termin Strafsenat na njemačkom sudu prevodi se kao kaznenopravni senat a Zivilsenat kao javnopravni senat.
- U Škotskoj suci Visokog suda pravde nazivaju se senatori Kolegija pravde.
- U nekim, većinom federalnim državama s unikameralnom legislaturom, neki se legislatori izabiru drugačije od drugih i nazivaju se senatori. U federalnim državama takvi senatori predstavljaju teritorije dok ostali članovi predstavljaju narod u cjelini (ovakav ustroj se koristi radi omogućavanja federalne reprezentacijebez potrebe za uspostavom bikameralne legislature); ovo je slučaj sa Svetim Kristoforom i Nevisom, Komorima i Mikronezijom. U ostalim, nefederalnim državama uporaba termina senator označava drugačiju razliku između tih članova i ostatka legislatora (to jest metode selekcije); ovo je slučaj u Staležima Jerseyja, dominičkom Domu skupštine i savičentskom Domu skupštine.
- U Walesu debatna komora Nacionalne skupštine za Wales naziva se Senedd, a izgovara se kao 'Seneth'.
- Senat može označavati također upravno tijelo sveučilišta.

## Nacionalni senati u svijetu
| - Argentina - Australija - Bahami - Barbados - Belgija - Belize - Bolivija - Brazil - Burundi - Češka - Čile - Dominikanska Republika - Fidži - Filipini - Francuska - Gabon - Grenada | - Haiti - Irska - Italija - Jamajka - Jordan - Kambodža - Kanada - Kazahstan - Kolumbija - Demokratska Republika Kongo - Republika Kongo - Lesoto - Liberija - Madagaskar - Malezija - Meksiko - Nigerija | - Nizozemska - Pakistan - Palau - Paragvaj - Poljska - Rumunjska - Ruska Federacija - Ruanda - Senegal - Sjedinjene Države - Svazi - Sveta Lucija - Španjolska - Tajland - Trinidad i Tobago - Urugvaj - Zimbabve |

## Ugašeni senati
| Dokinuti u korist unikameralnog sustava - 1863. Grčka* - 1958. Sudan - 1966. Kenija - 1971. Cejlon (sada Šri Lanka) - 1981. Južna Afrika** - 2000. Bavarska - 2001. Hrvatska - 2005. Čad | Raspuštena legislatura - 603. Rimska Republika/Carstvo - 1204. Bizantsko Carstvo - 1865. Konfederativne Države Amerike - 1831. – 1879. Crna Gora - 1931. – 1941. Jugoslavija - 1952. Egipat - 1958. Kuba - 1959. Iraka - 1969. Libija - 1972. Sjeverna Irska - 1974. Etiopija - 1975. Južni Vijetnam | Usvojen novi ustav - 1890. Japan - 1901. – 1903. Srbija - 1917. Rusija - 1917. Finska - 1926. Portugal - 1928. Albanija - 1949. Malta - 1950. Indonezija - 1964. Britanska Gvajana (sada Gvajana) - 1979. Iran - 1979. Nikaragva - 1982. Turska - 1993. Peru - 2000. Venezuela |

* Grčki senat ponovo je utemeljen 1927. i opet dokinut 1935.
 ** Južnoafrički senat ponovo se okupio između 1994. i 1997. prije nego što je zamijenjen Nacionalnim vijećem provincija.

## Više informacija
- Doživotni senator

## Vanjske poveznice
- Livius.org: Roman Senate  Arhivirana inačica izvorne stranice od 26. veljače 2008. (Wayback Machine)